# Anil
Anil és un barri de la Zona Oest del municipi de Rio de Janeiro, al Brasil.

## Història
Seguint l'exemple de molts barris carioques, té el seu nom a causa del riu homònim. El nom del barri d'Anil té el seu origen en l'època colonial, ja que estava completament ocupat per arbustos nadius, que produïen indi a través dels seus fruits, que eren d'alta qualitat. Per això, va tenir gran acceptació el colorant a Europa. L'indi era transportat pel riu del mateix nom del barri fins a Barra da Tijuca. Des d'allà fins al port de Rio, per a ser embarcat en bucs per a Europa. La cultura de l'indi en aquesta part de Jacarepaguá va durar fins al Segle XVIII. Després, com va passar a tota la província de Rio, la regió també va ser ocupada per plantacions de cafè.
El barris d'Anil, Gardênia Azul i Cidade de Deus formaven part en els segles passats de la Hisenda de l'Engenho D'Água. El casal encara existeix en un pujol, situada en l'encreuament de la Carretera del Gabinal, Carrer Edgard Werneck, Avinguda Tinent-Coronel Muniz de Aragão i Avinguda Aírton Senna. L'edifici està catalogat per l'IPHAN i pertany als descendents del Baró de Taquara. Al costat de la casa s'aixeca la capella de Nossa Senhora da Cabeça, la més antiga de Jacarepaguá, també catalogada. La seu de l'Engenho D'Água i l'església van ser construïdes el 1616 per Rodrigo da Veiga. Aquest enginy sucrer va ser l'última propietat que la descendència dels Correia de Sá va tenir a Jacarepaguá. Va pertànyer a la família des de la Colònia fins a l'Imperi, en virtut de la condició de morgado deixat pel General Salvador Correia de Sá i Benevides. El morgadio consistia a passar el domini sempre als fills primogènits, que no podien vendre-ho. El segle xix, hi havia la pròspera hisenda del Quitite, l'amo de la qual era el cultivador de cafè Marcos Antonio Deslesdenier. La carretera de Quitite era una de les vies a l'interior de la propietat. Durant la dècada de 1960, quan exercia el càrrec de president de la República, João Goulart (1918-1976) tenia una cas d'estiueig al final de la carretera del Quitite.(Capim Melado). Avui, el local és un condomini tancat, però la casa principal del lloc, tota feta de pedra, encara existeix. A l'inici de la dècada de 1950, José Padilha Coimbra era un gran propietari de terres en la regió d'Anil entre les carreteres de l'Engenho D'Água i del Capão. El domicili de Padilha era en el lloc on avui és el Condomini Aldeia. La residència era cercada de jardí en que predominaven gardènies i victòria-règies i va servir d'escenari per a moltes pel·lícules. El 1953, Padilha va parcel·lar les seves terres, posant noms de plantes ornamentals. La favela entre la Gardênia Azul i Avinguda Alvorada (avui Ayrton Senna) va sorgir a l'inici de la dècada de 1980. El lloc era un gran tarongeral propietat d'Antônio Escalda. En l'època que els descendents d'Escalda lluitaven per a recuperar el lloc embargat per la Justícia per falta de pagaments d'impostos, es van produir invasions sense que les autoritats prenguessin cap decisió. El 1993 va ser oficialment separat de Jacarepaguá com un barri autònom.

## Estructura

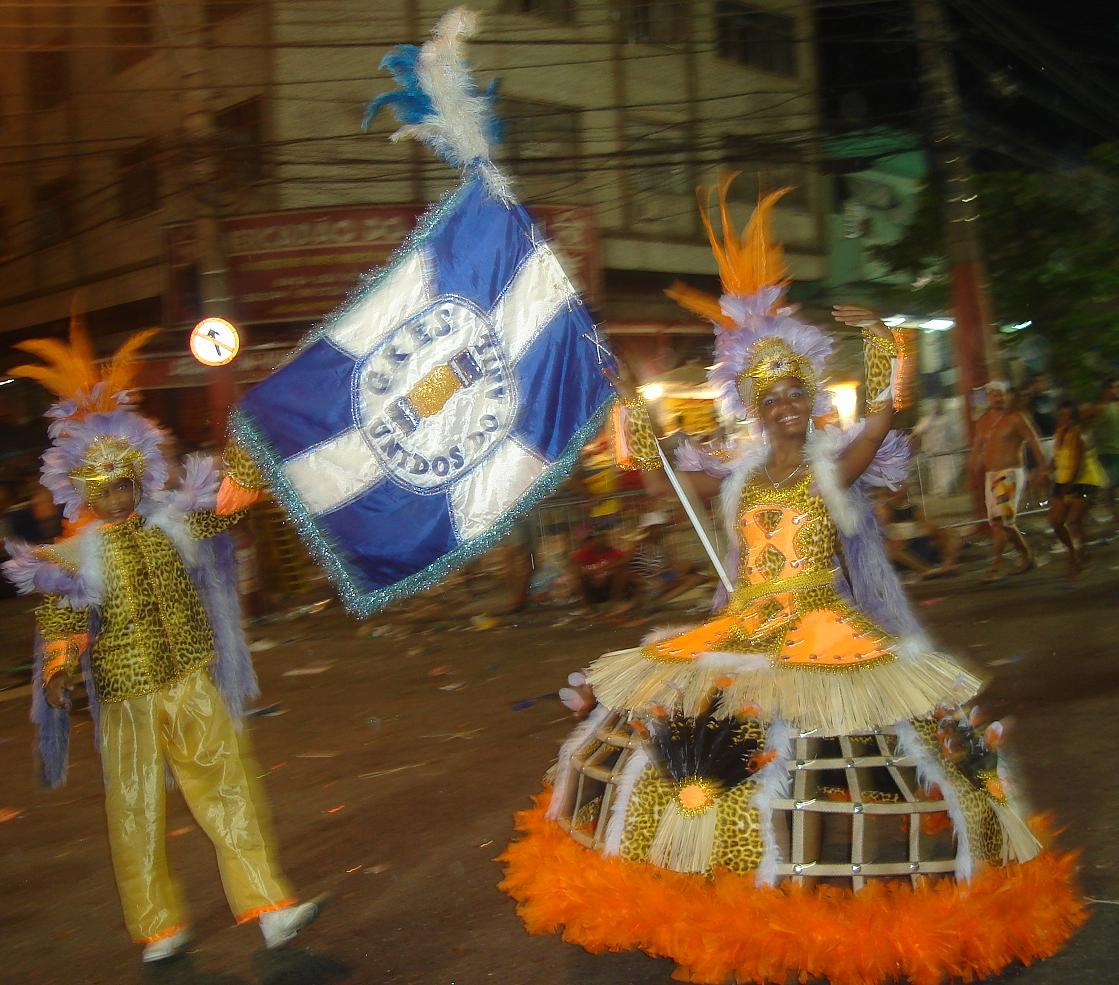
Mestre-sala i Portabandera de l'escola de samba del barri.

Com tots els barris de la Baixada de Jacarepaguá, Anil ha patit en les últimes dues dècades una transició de barri rural a barri-jardí; presentant contrastos socials entre petites faveles, cases de classe mitjana i condominis tancats de classe mitjana-alta.
Dels 38 barris de la Zona Oest del Rio de Janeiro, Anil té el sisè metre quadrat més valorat, segons un estudi del Centre d'Investigació i Anàlisi de la Informació (Cepai), del Sindicato da Habitação do Rio (Secovi-Rio). Queda darrere només dels que ja posseeixen l'estatus de barri noble Joá, Barra da Tijuca, Recreio dos Bandeirantes, Vargem Grande, Freguesia de Jacarepaguá, i Itanhangá.